# Добрословень
Добрословень, Добрословені (рум. Dobrosloveni) — село у повіті Олт в Румунії. Входить до складу комуни Добрословень.
Село розташоване на відстані 141 км на захід від Бухареста, 28 км на південь від Слатіни, 46 км на схід від Крайови.

## Населення
За даними перепису населення 2002 року у селі проживали 1405 осіб. Усі жителі села рідною мовою назвали румунську.
Національний склад населення села:
| Національність | Кількість осіб | Відсоток |
| -------------- | -------------- | -------- |
| румуни         | 1400           | 99,6%    |
| цигани         | 5              | 0,4%     |